# 증발기

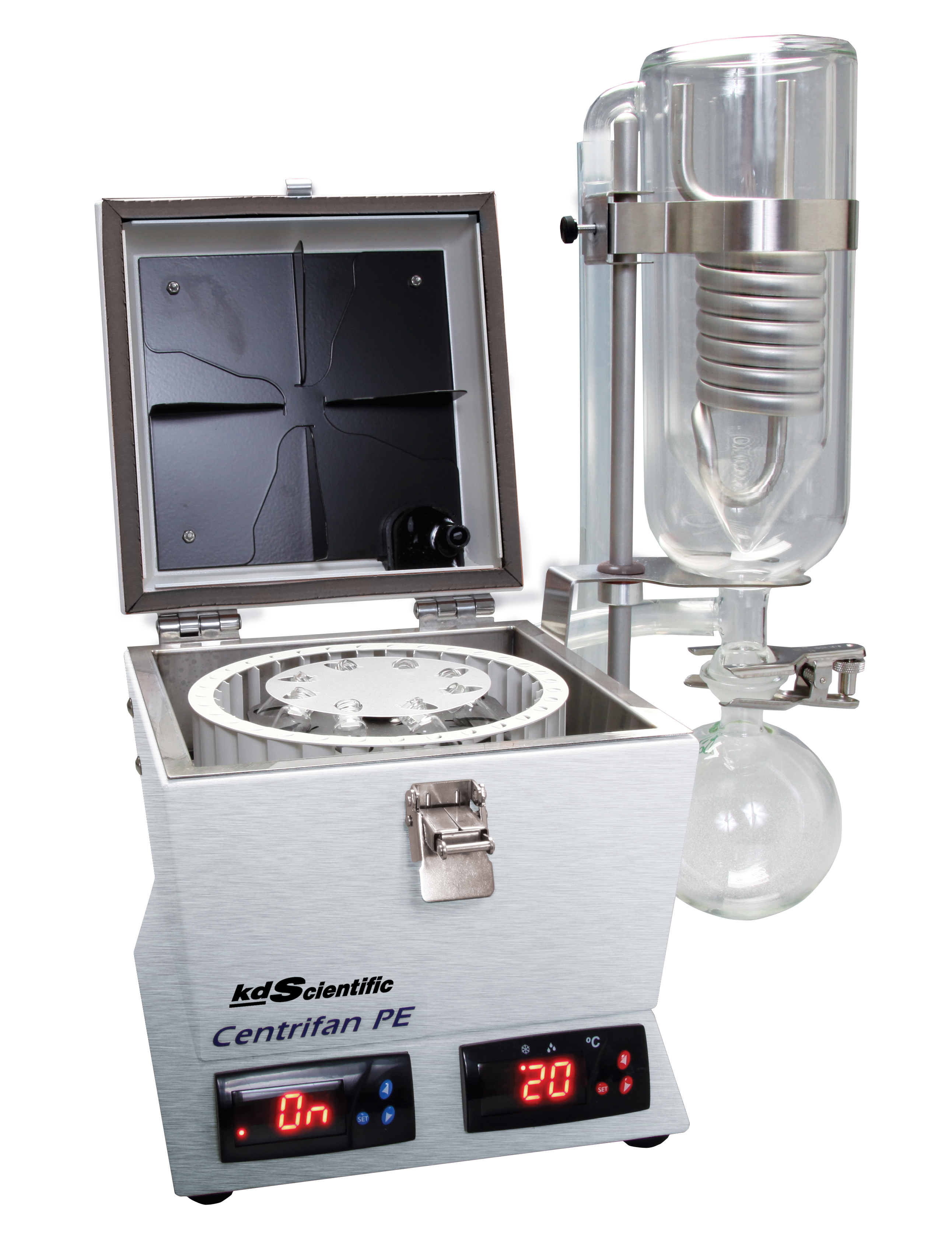

증발기(evaporator)는 물과 같은 액체 형태의 화학물질을 기체 형태인 수증기로 변환하는 과정에 사용되는 장치이다. 이 과정에서 액체는 증발된다.
증발기의 한 예로 폐쇄된 콤프레샤 구동 액체 냉각제 순환에 사용되는 라디에이터 코일이 있다. 이것을 공기조화 시스템(A/C)이라고 부른다.

## 같이 보기
- 원심증발농축기
- 회전증발농축기
- 증발식 냉각기